# Адміністративний поділ Антарктики

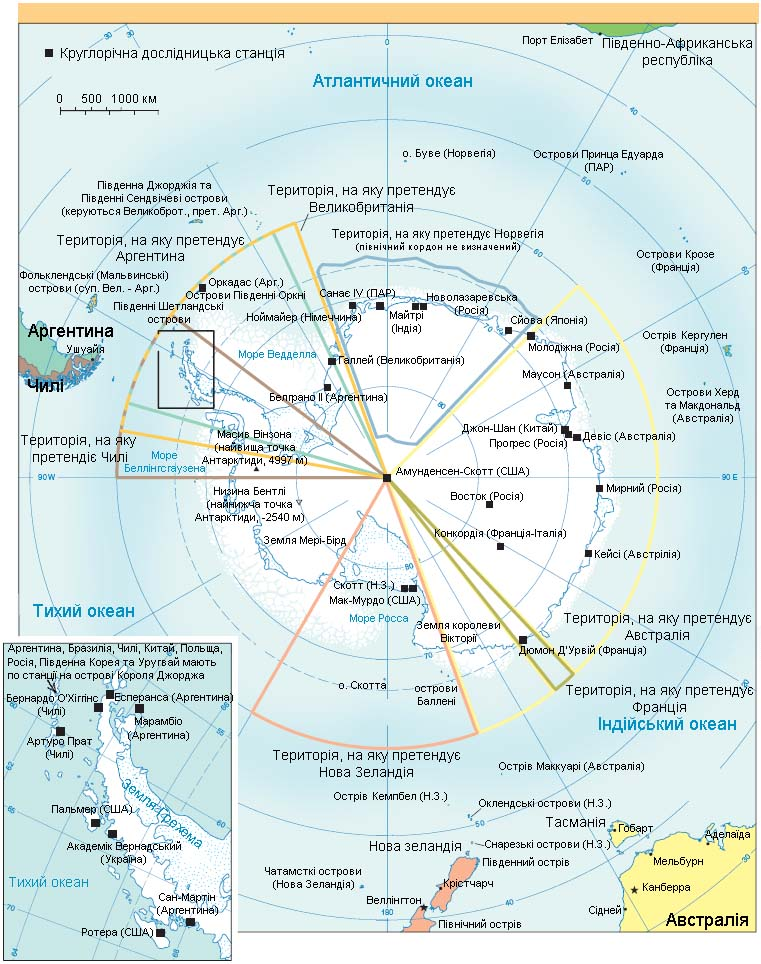
Мапа Антарктики

Усього на території Антарктики станом на 2006 рік — нейтральні території та 5 залежних територій.
Загальна площа Антарктики — 52 500,0 тис. км², у тому числі суша — 14 109,6 тис. км²
Постійного населення не має.
| Назва країни                                     | Площа (км²) | Населення (1 липня 2002) | Адмін. центр | Адміністративний поділ                                 |
| ------------------------------------------------ | ----------- | ------------------------ | ------------ | ------------------------------------------------------ |
| Нейтральні території:                            |             |                          |              |                                                        |
| Антарктида                                       | 13 975 000  | 0                        |              |                                                        |
| Південні Шетландські острови                     | 4 300       | 0                        |              |                                                        |
| Південні Оркнейські острови                      | 621         | 0                        |              |                                                        |
| інші острови                                     | 117 501     | 0                        |              |                                                        |
| Залежні території:                               |             |                          |              |                                                        |
| Залежні території Великої Британії:              |             |                          |              |                                                        |
| Південна Джорджія та Південні Сандвічеві Острови | 3 903       | 0                        | Грютвікен    |                                                        |
| Фолклендські Острови                             | 12 173      | 3 140                    | Порт-Стенлі  |                                                        |
| Залежні території Австралії:                     |             |                          |              |                                                        |
| Острів Херд і острови Макдональд                 | 412         | 0                        |              |                                                        |
| Залежні території Франції:                       |             |                          |              |                                                        |
| Французькі Південні і Антарктичні Території      | 7 829       | 0                        |              | Острови Кергелен, Сен-Поль, Амстердам, архіпелаг Крозе |
| Залежні території Норвегії:                      |             |                          |              |                                                        |
| Острів Буве                                      | 49          | 0                        |              |                                                        |
| Разом                                            | 14 109 615  | 3140                     |              | нейтральні території + 5 залежних                      |